# Molleriella sydowiana
Molleriella sydowiana är en svampart som beskrevs av Franz Petrak 1950. Molleriella sydowiana ingår i divisionen sporsäckssvampar, släktet Molleriella och familjen Elsinoaceae. Svampen finns beskriven från Ecuador på blad av potatisväxten Solanum longevirgatum.